# Bahnhof Duderstadt

Der Bahnhof Duderstadt war ein Betriebsstelle der Bahnstrecke Leinefelde–Wulften in Duderstadt im südlichen Niedersachsen.

## Geschichte
Erste Bemühungen für einen Bahnschluss der Stadt Duderstadt gab es ab Mitte des 19. Jahrhunderts. 1889 wurde die Teilstrecke von Wulften nach Duderstadt errichtet und am südlichen Stadtrand die Bahnstation zunächst als Endbahnhof eröffnet. 1898 wurde der restliche Streckenabschnitt von Duderstadt nach Leinefelde in Betrieb genommen, aus dem Endbahnhof wurde ein Durchgangsbahnhof. Der Bahnhof bestand aus einem Empfangsgebäude, einem Güterschuppen und einem mehrgleisigen Lokschuppen sowie zahlreichen Gleisanlagen mit 2 Bahnsteigen.
1945 wurde die Bahnstrecke zwischen Teistungen und Gerblingerode an der neu errichteten Zonengrenze unterbrochen und Duderstadt wurde wieder ein Endbahnhof. Der niedersächsische Teil des Bahnstrecke bekam eine von Wulften ausgehende Kilometrierung, der Bahnhof Duderstadt lag jetzt am Kilometer 20,57. Im Jahr 1974 wurde der Personenverkehr auf dem niedersächsischen Streckenabschnitt eingestellt. Die mit der Wiedervereinigung entstandene Hoffnung auf einen Lückenschluss von etwa 3,5 km zwischen Duderstadt und Teistungen erfüllten sich nicht. Der Güterverkehr wurde 1996 eingestellt, der Bahnhof endgültig geschlossen und die Bahnstrecke in den folgenden Jahren abgebaut.
Heute befindet sich in dem Empfangsgebäude eine Arztpraxis. Durch die Initiative „Areal Bahnhof“ soll der Charakter des ehemaligen Bahnhofes wiederhergestellt werden. Dazu wurde nach dem Jahr 2010 auf der ehemaligen Gleisseite des Empfangsgebäudes ein neues Gleis verlegt und ein überdachter Bahnsteig geschaffen. 2014 wurden dann noch ein Speisewagen und ein Schienenbus auf das Gleis gesetzt.

## Kleinbahnhof Duderstadt
1907 wurde die Gartetalbahn von Rittmarshausen bis nach Duderstadt fertiggestellt. Die Bahnstrecke überquerte bei Westerode die Staatsbahnstrecke Duderstadt–Wulften und führte parallel zu dieser Strecke in Richtung Duderstadt. Unmittelbar nördlich des Bahnhofes Duderstadt wurde der Endbahnhof der Schmalspurbahn errichtet. Der kleine Bahnhof bestand aus einigen Gleisanlagen mit 8 Weichen, einem eingleisigen Lokschuppen, einem Güterschuppen und einer Drehscheibe. Für die Personenbeförderung gab es einen Bahnsteig mit kleinem einstöckigen Stationsgebäude. Durch die benachbarte Lage der Bahnhöfe war ein unmittelbarer Personenübergang zwischen den Bahnstrecken möglich.
Ursprünglich war eine Verlängerung der Bahnstrecke in östliche Richtung bis zum Bahnhof Stöckey an der Bahnstrecke Bleicherode–Herzberg vorgesehen. Eine konkrete Planung dieses Streckenabschnittes kam aber nicht mehr zu Ausführung. Wirtschaftliche Gründe führten vorübergehend zwischen 1922 und 1924 zu einer Einstellung des Bahnbetriebes von Rittmarshausen bis Duderstadt. 1931 wurde auf diesem Abschnitt der Bahnverkehr endgültig eingestellt. Der Bahnhof wurde komplett zurückgebaut. In den folgenden Jahrzehnten wurde der Bereich des Bahnhofgeländes zum Teil überbaut und ist heute nicht mehr als solches erkennbar.

## Sonstiges
Der Eisenbahnclub-Eichsfeld in Duderstadt hat eine detaillierte Modellbahnanlage des ehemaligen Bahnhofes Duderstadt gebaut. Von der Firma Gebrüder Faller wird der historische Lokschuppen des Bahnhofes als Bausatz angeboten.